# نسيج دهني أبيض
نسيج دهني أبيض (ج: الأنسجة الدهنية البيضاء) (بالإنجليزية: (white adipose tissue (WAT)‏ أو المعروفة بالدهون البيضاء هي نوع من نوعين من الأنسجة الدهنية الموجودة في الثدييات.أما النوع الآخر من من الأنسجة الدهنية فهي الأنسجة الدهنية البنية. نسبة الأنسجة الدهنية البيضاء لدى الشخص السليم ذو الوزن المثالي لا تتعدي 20%من وزنه بالنسبة للذكور أما بالنسبة للإناث فلا تتعدى النسبة 25%.، وخلايا هذا النسيج تحتوي كل منها علي قطرة دهون كبيرة تجبر النواة لتعتصر بمساحة ضيقة على طرف الخلية. كما تمتلك مستقبلات للانسولين وهرمونات النمو ونورإبينفرين، والاستيرويدات. وتعمل الأنسجة الدهنية البيضاء كمخزن للطاقة. وبمجرد إفراز الأنسولين من البنكرياس تقوم مستقبلات الأنسولين الخاصة بالنسيج الدهني بعملية إزالة مجموعة الفوسفات dephosphorylation cascade والتي تؤدى إلى عدم تنشيط الهرمون الحساس لليباز hormone_sensetive lipase.و قد كان من المعتقد سابقا أنه بمجرد إفراز الجلوكاجون من البنكرياس تقوم مستقبلات الجلوكاجون بإضافة مجموعة الفوسفات والتي تعمل على تنشيط الهرمون الحساس لليباز والذي يقوم بتكسير الدهون المخزونة إلى أحماض دهنية والتي يتم تصديرها إلى الدم بعد أن ترتبط بالالبيومين والجليسرول. أما حاليا فلا دليل على أن للجلوكاجون أي تأثير على الأنسجة الدهنية البيضاء. ويعتقد أن الجلوكاجون يعمل على الكبد بصورة محددة ليساعد في عمليتى تحلل وبناء الجليكوجين. ويعتقد حاليا أن المحفز لهذه العملية هي هرمونات قشرة الكظرية والأدرينالين والنورادرينالين. تستهلك عضلات الجسم والعضلات القلبية الأحماض الدهنية كمصدر للطاقة ويقوم الكبد باستخدام الجليسرول في عملية إعادة بناء الجلوكاجون.
قد تم تصنيع هرمون اللبتين leptin بدائيا في الخلايا الدهنية الموجودة بالنسيج الدهني الأبيض.